# Shuvel
Shuvel war eine US-amerikanische Rap- und Nu-Metal-Band aus Wichita, Kansas, die 1997 gegründet wurde und sich 2011 auflöste.

## Geschichte
Die Band wurde im Jahr 1997 von den Sängern und Rappern Isaac Ayala und Jeff Hollinger gegründet, nachdem sie zuvor bereits in anderen Jobs tätig gewesen waren. Ergänzt wurde die Besetzung durch den Gitarristen Ryan Stuber, den Bassisten Carlos Sandoval und den Schlagzeuger Kyle Hollinger. Nachdem die Band sechs Monate lang vier Nächte pro Woche in Phoenix, Arizona, gespielt hatte, gelangte sie nach Los Angeles, Kalifornien. Dort spielte sie in verschiedenen Clubs und Kneipen. Nach einer Party in San Pedro stellte eine Stripperin den Kontakt zum A&R-Manger von Interscope Records her. Hierüber erschien  1999 der Soundtrack zur TV-Sendung Celebrity Deathmatch, auf der unter anderem auch Shuvel enthalten ist. Bei demselben Label erschien im Spätsommer des Jahres 2000 das von Scott Ralston produzierte Debütalbum Set It Off. Danach folgten Tourneen mit Kittie und Sevendust und Auftritte in Europa mit Methods of Mayhem. Zudem nahm die Band im Jahr 2000 am Ozzfest teil. Nachdem es eine längere Zeit ruhig um die Gruppe geworden war, gab sie Ende 2004 die Aufnahme ihrer Aktivität bekannt. 2009 erschien das Album As the World Burns. Im folgenden Jahr nahm die Band am Sunset Strip Music Festival teil. 2011 löste sich die Band auf.

## Stil
Laut Christian Graf  in seinem Nu Metal und Crossover Lexikon wurde die Band durch Rage Against the Machine, die Beatles, Pearl Jam, Tupac Shakur und Pantera beeinflusst. Die Gruppe verbinde Funk, Rap, Metal und groovenden Rock, wobei ein wichtiges Merkmal ihrer Musik die zwei gleichberechtigten Leadsänger seien. Das Debütalbum beschäftige sich textlich unter anderem mit dem Amoklauf an der Columbine High School. Laut Heather Phares sei die Gruppe stark durch die Beastie Boys und Rage Against the Machine beeinflusst worden. Die Gruppe vermische politische Texte mit aggressivem Rock, wobei sie auch als wichtiges Merkmal die beiden MCs hervorhob. Joel McIver verglich die Band in seinem Buch The Next Generation of Rock & Punk Nu Metal mit Rage Against the Machine.

## Diskografie
- 1999: The Demonstration (EP, HAM Records)
- 1999: Sampler (EP, Interscope Records)
- 2000: Sampler (EP, Interscope Records)
- 2000: 3 Songs from the Forthcoming LP "Set It Off" (EP, Interscope Records)
- 2000: Set It Off (Album, Interscope Records)
- 2000: Shuvel and Cold Sampler (Split mit Cold, Interscope Records)
- 2000: Those Who Stand in Line (Single, Interscope Records)
- 2009: As the World Burns (Album, Eigenveröffentlichung)